# Гірша подруга
«Гірша подруга» (рос. Худшая подруга) — російськомовний мелодраматичний телесеріал знятий в Україні. Виробництвом серіалу займалася компанія «Art Forms», автором сценарію та шоуранером виступила Тетяна Гнєдаш.
Показ першого 8-серійного сезону телесеріалу в Росії тривав з 28 березня по 3 лютого 2020 року на телеканалі «Домашній». Показ першого 8-серійного сезону телесеріалу в Україні тривав з 3 по 6 лютого 2020 року на телеканалі «1+1».

## Сюжет
Вікторія працює на колишню шкільну подругу Марину. Вона знущається з неї. Тому, дівчина мріє швидко розбагатіти, позбавитися боргів та займатися улюбленою справою — кондитерським мистецтвом.
Одного дня вона зустрічає Олександра — виконавчого директора успішної компанії. Він їй подобається навіть як уявний клерк компанії. Бо вона не знає, що він заможний. Користується прихильністю хлопця, Вікторія у нього закохується.

## У ролях

### У головних ролях
- Клавдія Дрозд-Буніна — Вікторія Компанеєць, секретарка
- Андрій Федінчик — Олександр Каневський, виконавчий директор компанії
- Дар'я Легейда — Марина
- Дмитро Усов - Дмитро

### У ролях
- Олена Стефанська - Тамара
- Олег Примогенов - Георгій, батько Вікторії
- Костянтин Октябрський - Костянтин
- Єлизавета Майська - Марго
- Анастасія Буніна - Світлана
- Анна Лебедєва - Зінаїда
- Григорій Бакланов - Павло
- Оксана Сташенко - Раїса
- Слава Бабенков - Борис
- Марта Логачова - Жанна
- Олена Хохлаткіна - Антоніна
- Олег Коркушко - Сергій
- Марія Северилова - Ніна
- Єлизавета Зайцева - Маша
- Інна Мірошниченко - тітка Паша
- Ніна Савельєва - епізод
- Олександр Миронов - епізод
- Олена Нестеренко - епізод
- Ігор Іващенко - епізод
- Ігор Гусаченко — водій (немає в титрах)
- Людмила Кібенко — асистентка Раїси (немає в титрах)
- Олександр Бондарук - заможний клієнт (немає в титрах)

## Реліз
Показ першого 8-серійного сезону телесеріалу в Росії тривав з 28 березня по 3 лютого 2020 року на телеканалі «Домашній». 
Показ першого 8-серійного сезону телесеріалу в Україні тривав з 3 по 6 лютого 2020 року на телеканалі «1+1».